# Leucania homopterana
Leucania homopterana là một loài bướm đêm trong họ Noctuidae.